# Fortalesa dàcia de Piatra Roșie
Piatra Roşie, que significa Roca Roja, era un fort turó daci dos dies de marxa a l'oest des de la fortalesa Costeşti-Cetăţuie, a Luncani, al municipi de Boşorod.

Es va construir en dues fases. A la primera, es va construir una llarga ciutadella principal rectangular (102 m) a l'altura del terreny amb torres de vigilància a cada extrem i dues torres de vigilància perifèriques. Més tard, la zona més gran dins de les torres de vigilància es va tancar amb murs. Sembla que el cim es va aplanar en el procés per tal de produir un espai útil.

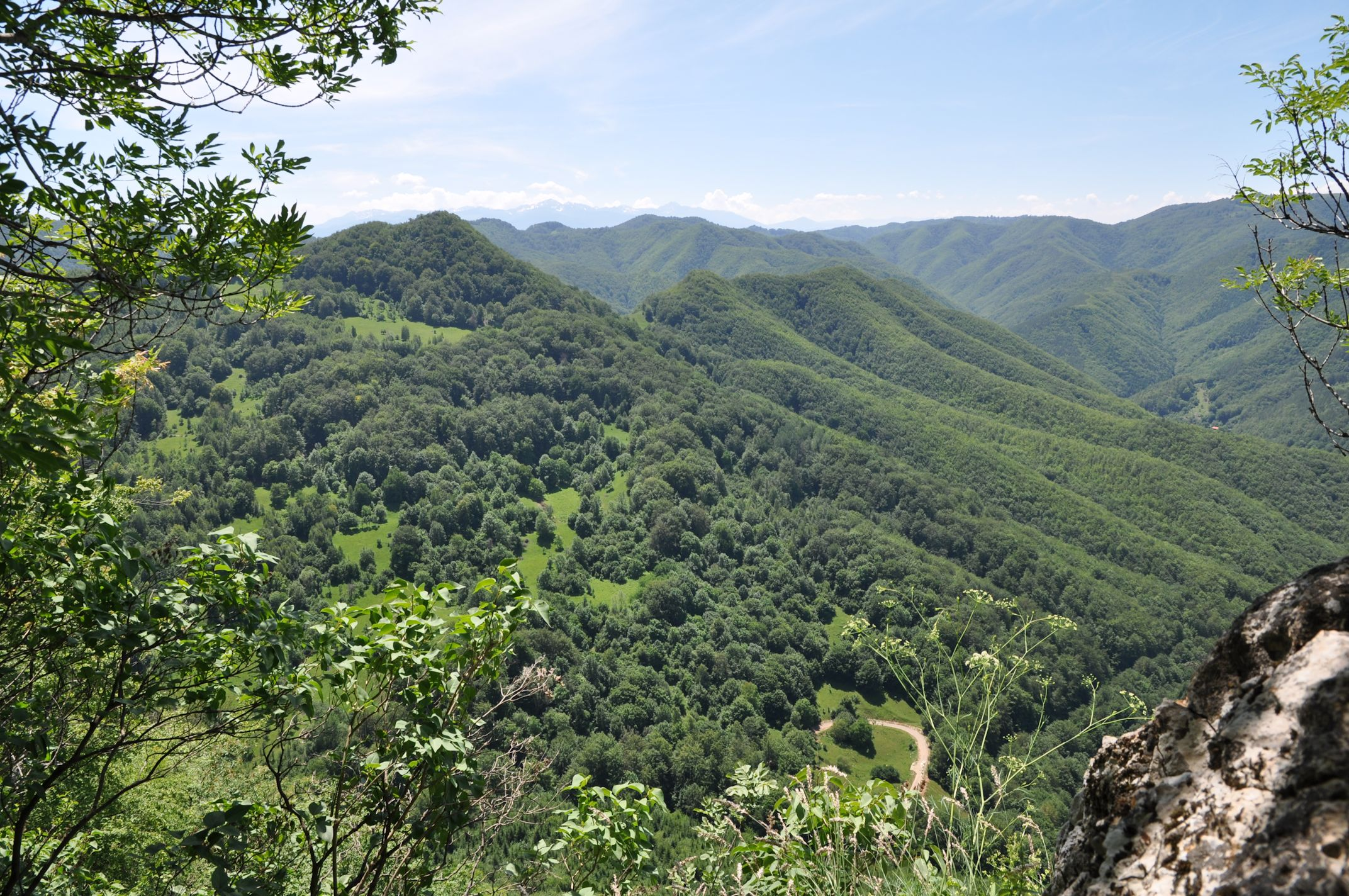
Vista panoràmica des de la fortalesa
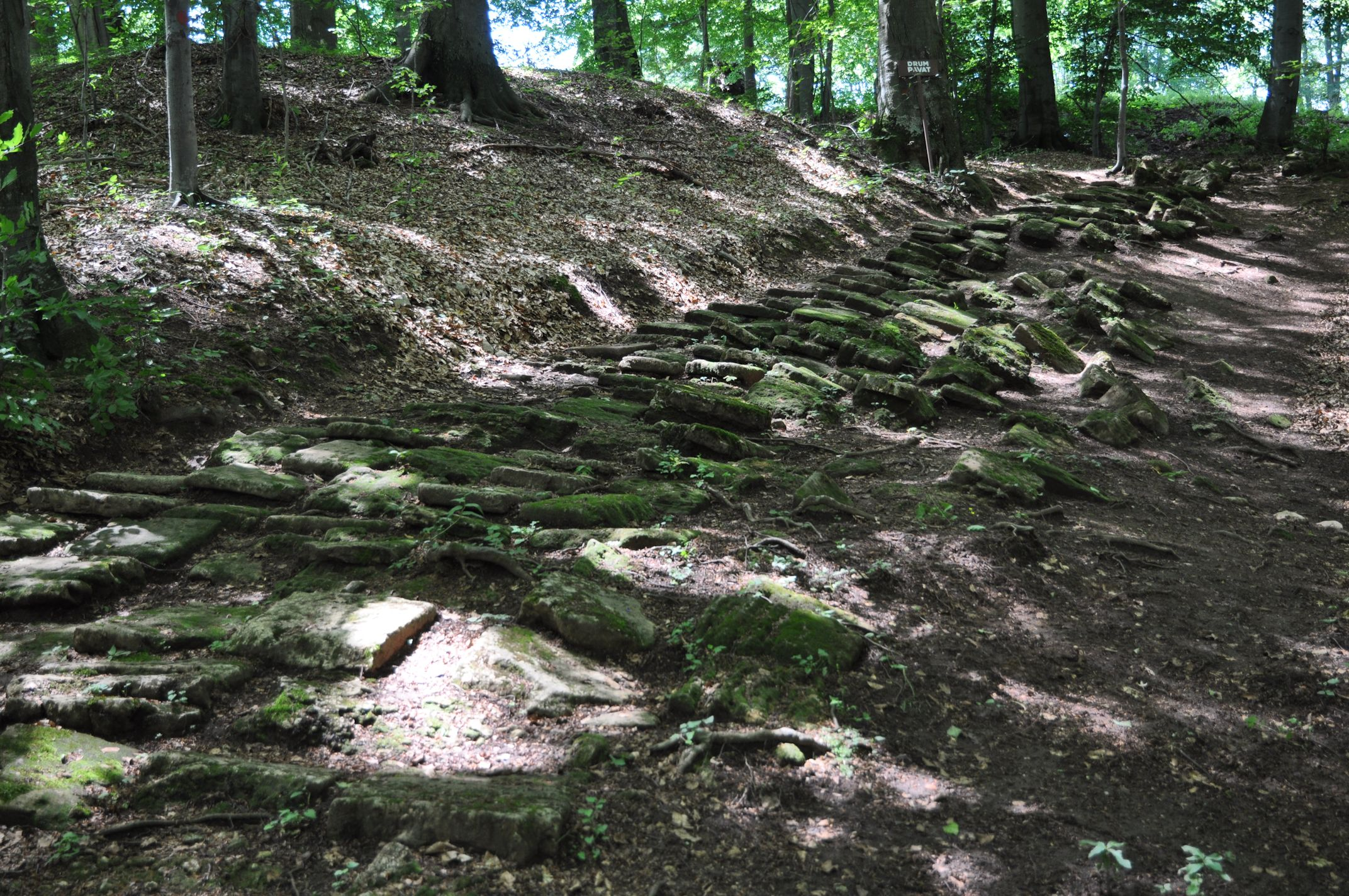
Carretera asfaltada
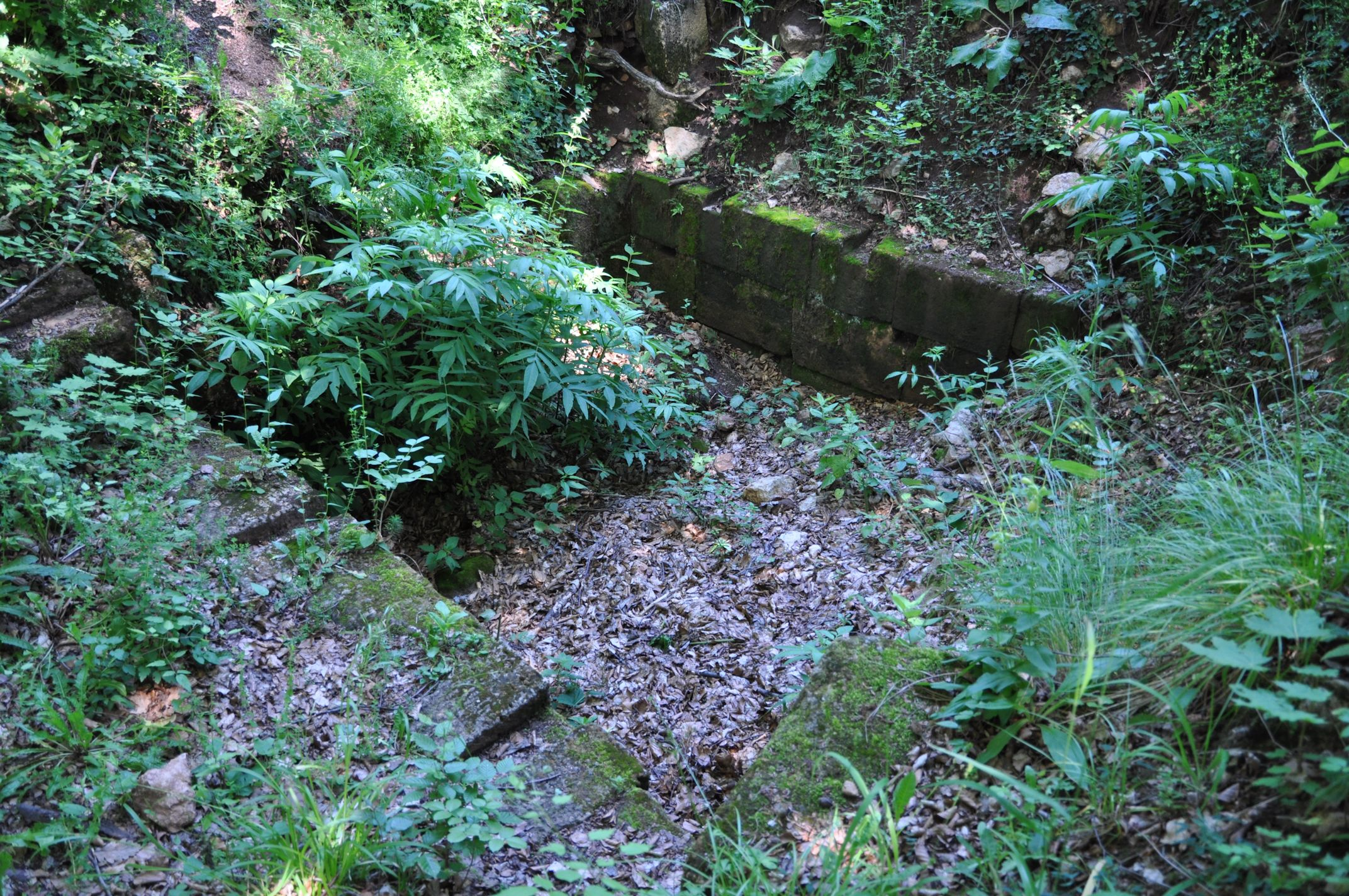
Torre
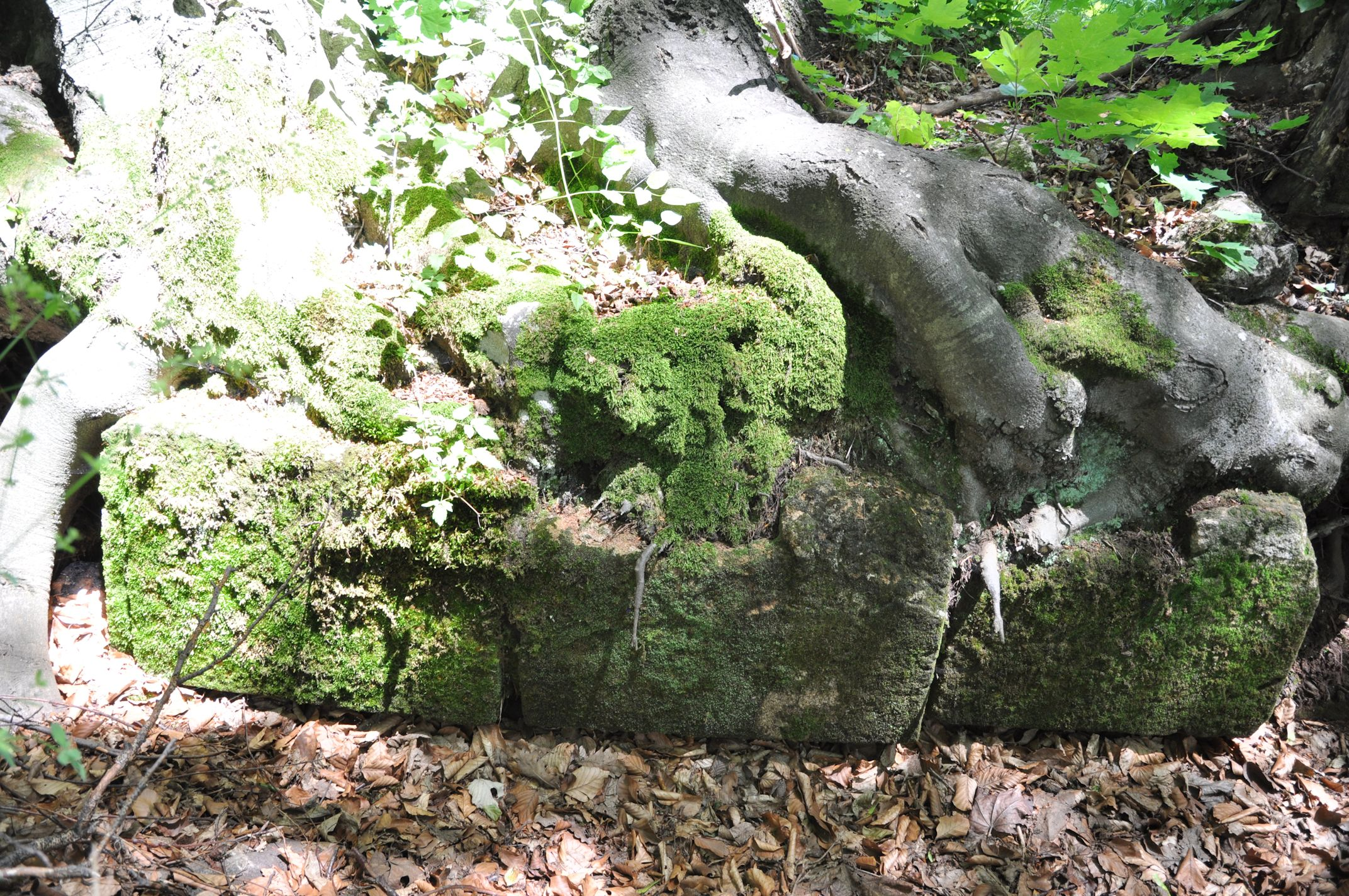
Arrels
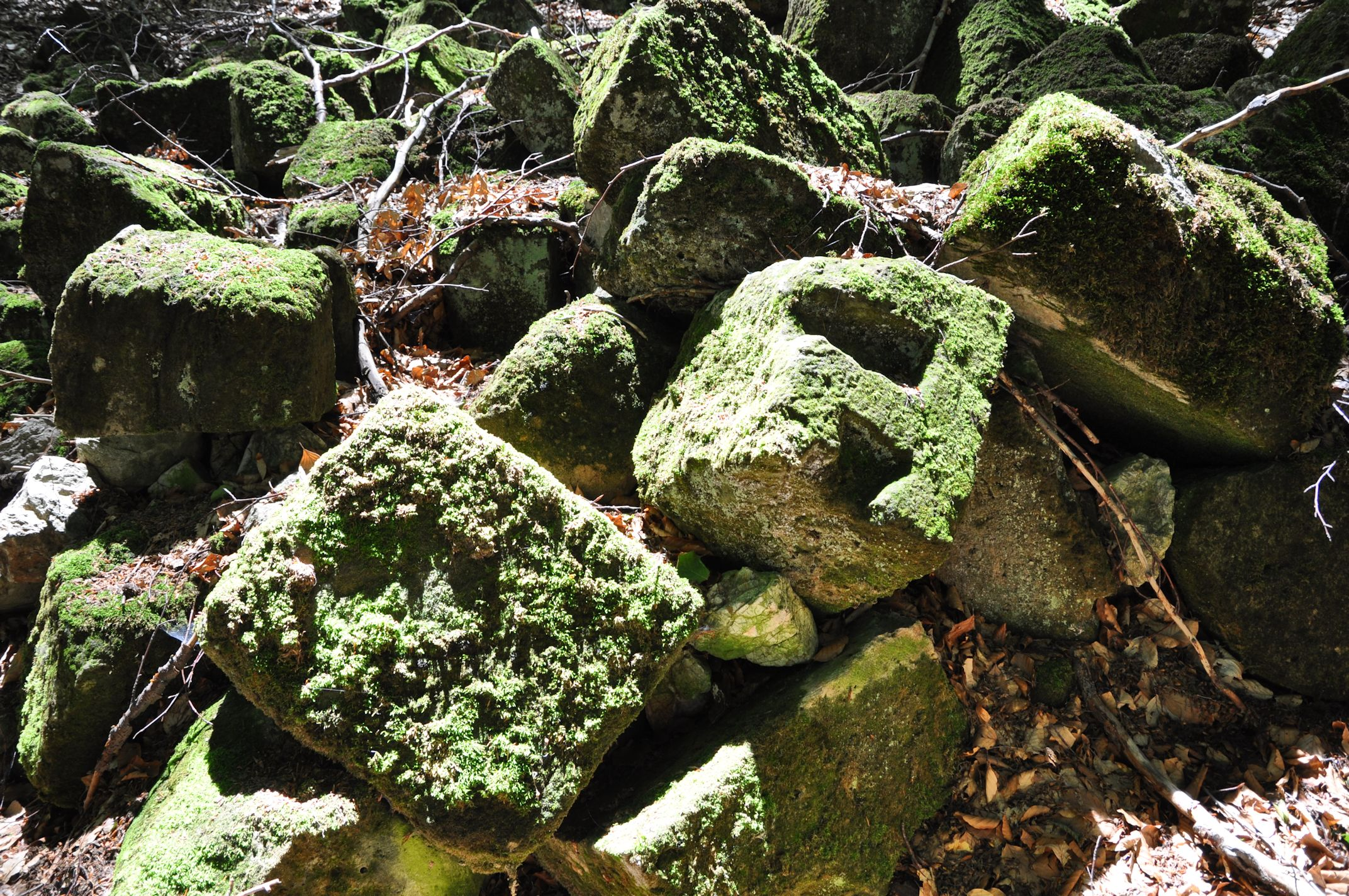
Blocs caiguts
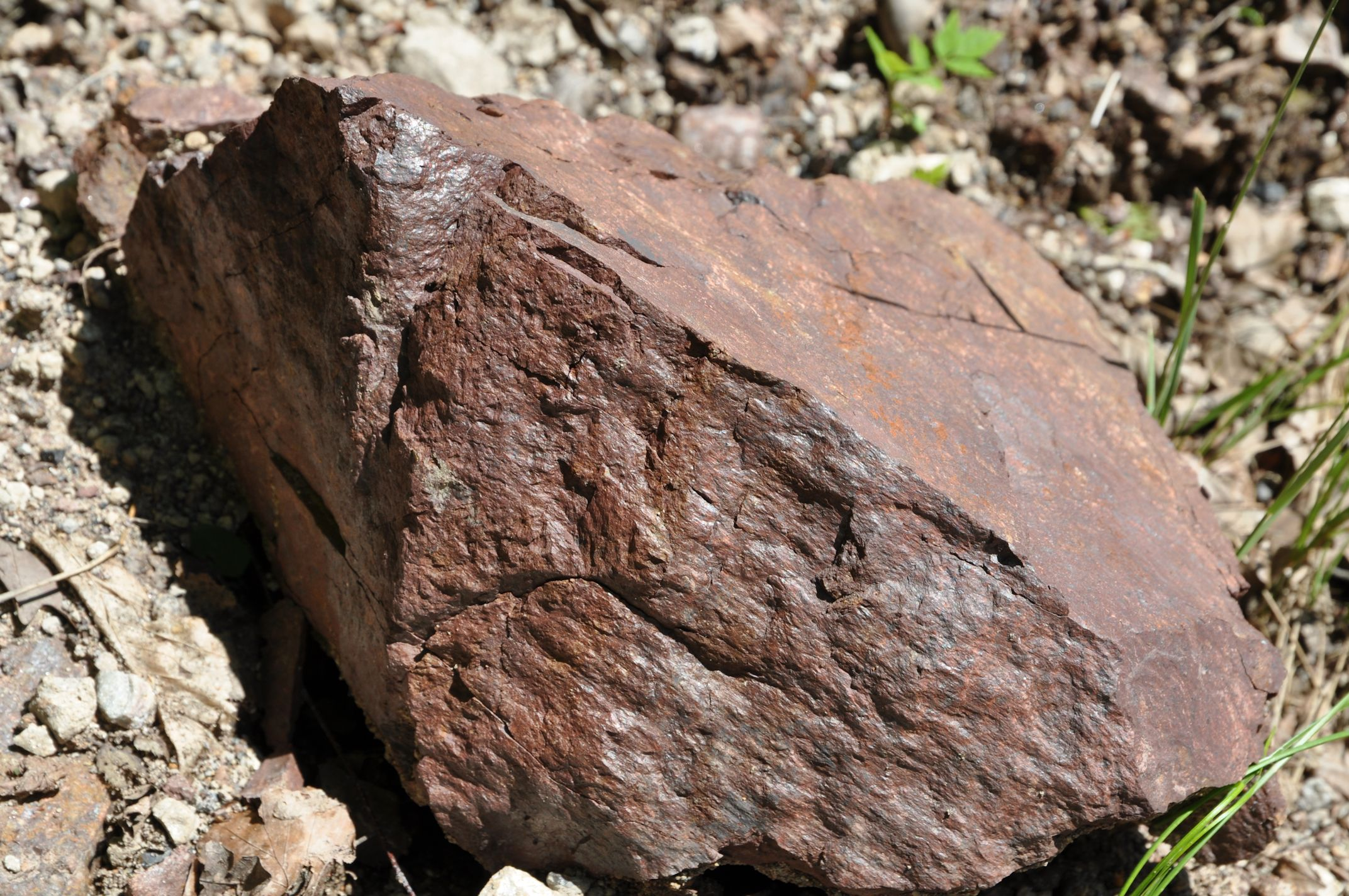
Roca vermella
Pla de fortalesa

## Artefactes

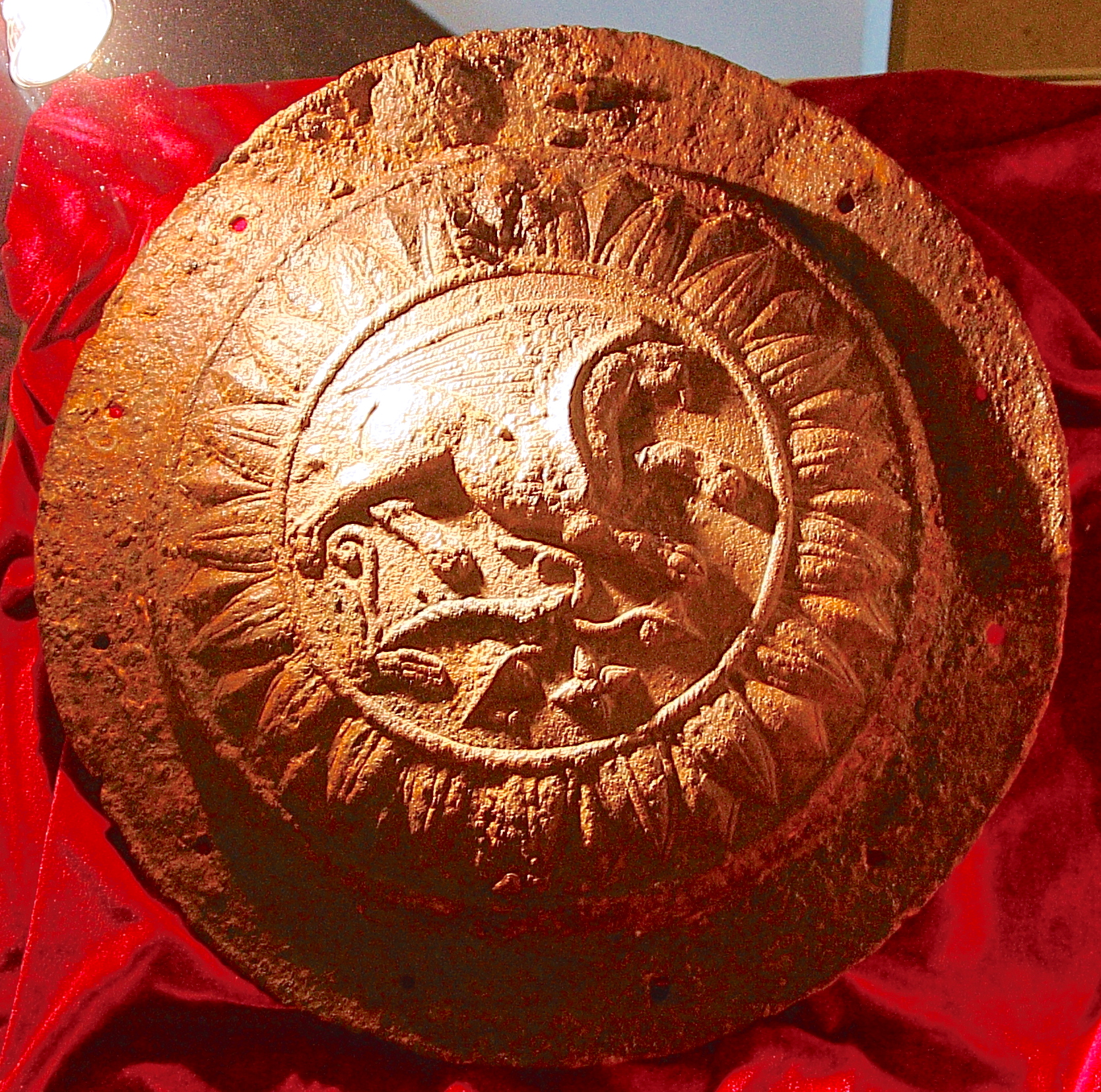
Artefacte daci del lloc.
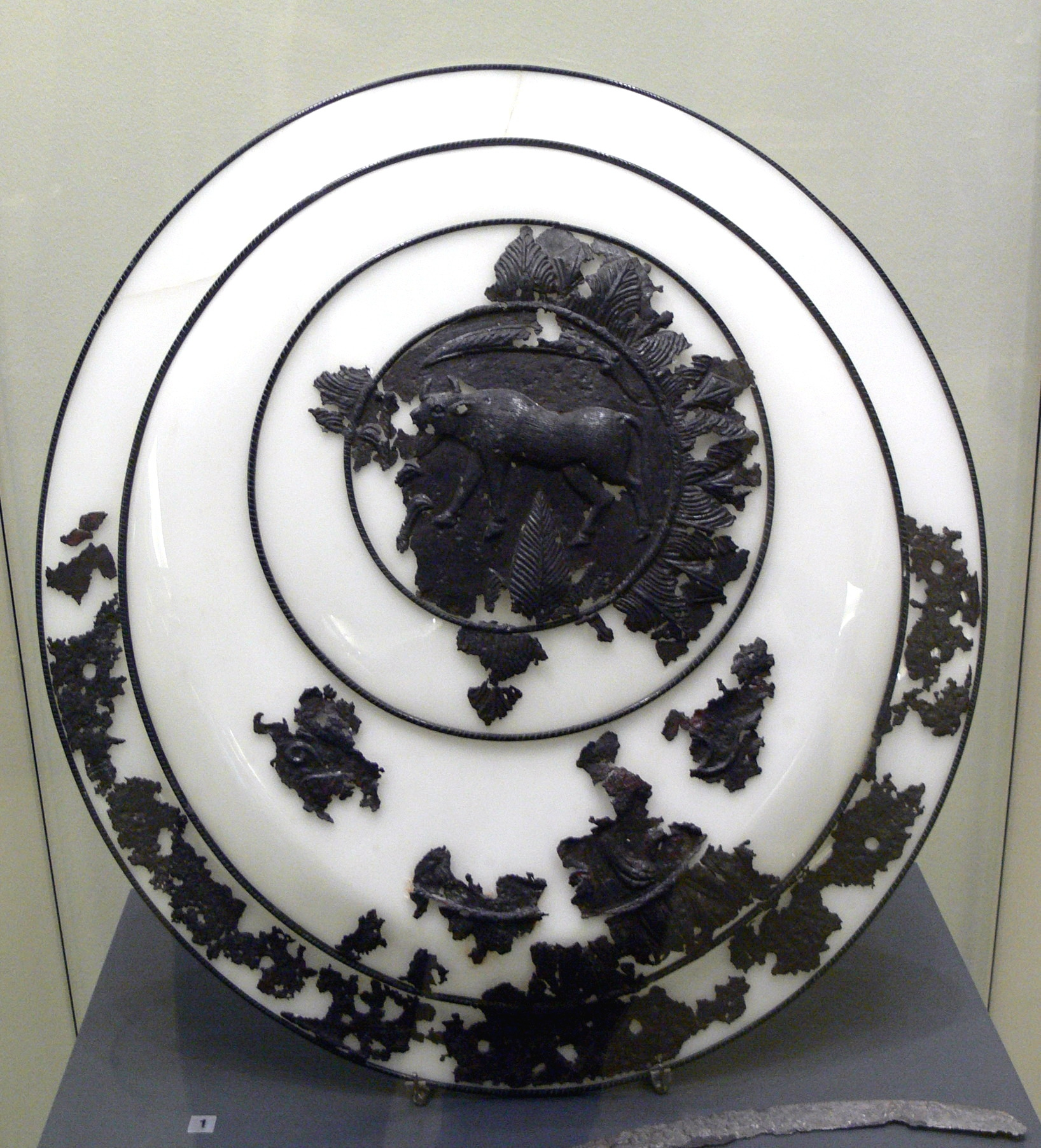
Escut daci (segle I aC) trobat al lloc - exposat al Museu Romà de Manching.
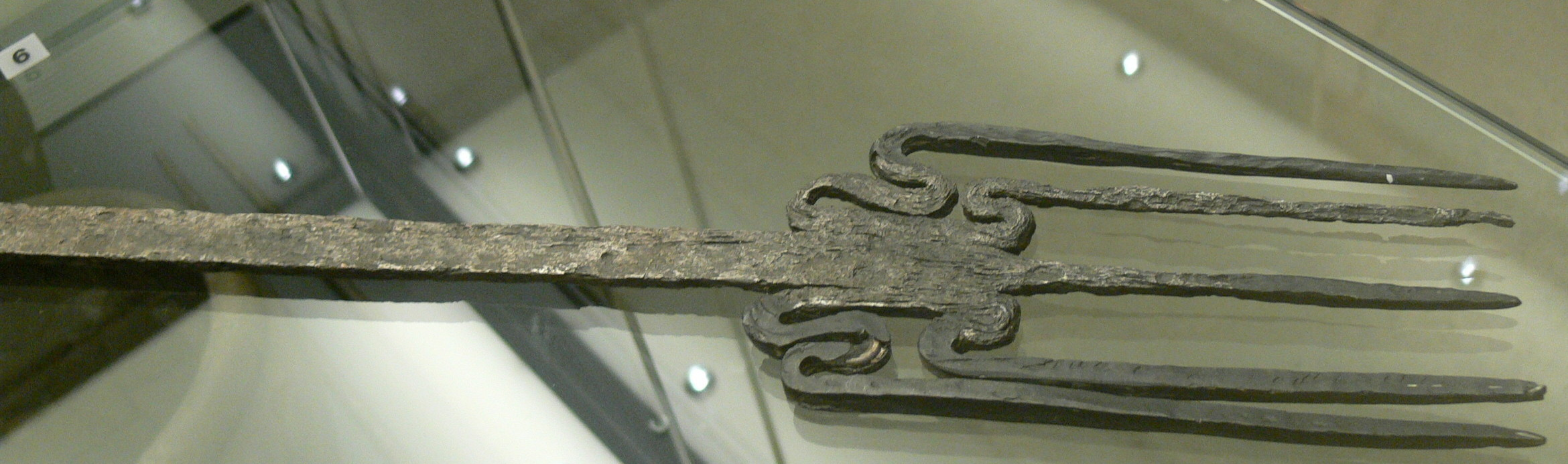
Escopeta de rostit daci (segle I aC) trobada al lloc - exposada al Museu Romà de Manching.